# Драготін Кетте
Драготін Кетте (словен. Dragotin Kette; *19 січня 1876, Прем —†26 червня 1899, Любляна) — словенський поет та перекладач.

## Життєпис
Походив з родини сільського вчителя. Народився у с. Прем 1876 року. В дитинстві з родиною мешкав у селах Цол та Загорє. У 1880 році втратив матір. В останньому поступив до початкової школи, навчання закінчив у Любляні. У 1888 році поступив до державної гімназії Любляни. У 1893 році внаслідок сатиричних віршів проти люблянського єпископа й кардинала Якоба Міссіа був виключений зі школи.
У 1896 році зумів влаштуватися до школи м.Ново Место, де у 1898 році отримав аттестат зрілості. Тоді ж був закликаний на військову службу, зі своєю частиною перебував у Трієсті. Втім через хворобу на сухоти був звільнений. Незабаром переїздить до Любляни, де помирає у 1899 році.

## Творчість
У творчості Д. Кетте найвиразніше проступає зв'язок зі словенською поетичною традицією — від Прешерна до Ашкерца. У багатьох творах романтичні й реалістичні елементи поєднуються з органічною близькістю до словенського фольклору. Поступово освоїв поетику імпресіонізму та символізму.
У ліриці Кетті переважає любовна тема, зустрічаються філософські мотиви (пантеїстичне світосприйняття іноді з елементами богошукання).
Тяжіння поета до гармонії іноді проявляється у зверненні до класично чітких поетичних форм, до сонета. За допомогою цих форм Кетті прагне приборкати і подолати протиріччя й дисонанси в своїх думках і почуттях, драматизм своїх переживань. Багатьом віршам властиві життєрадісність, світлий гумор, лише в останніх творах з'являється трагичне звучання, думки про смерть.
Вагомими є вірші «На площі», «Ах, співати», «Мандрівка», «Донька мірошника», «Красива дівчина», «Тиха ніч», «Адрія», цикл «На пірсі Святого Карла».
Автор численних байок, оповідок, казок для дітей. Найвідомішою є казка «Швачка та ножиці» 1896 року. Знаний є дитячі вірші «Станкова смерть», «Тончкова мрія», «Юрчек-муляр».
Перекладав вірші Пушкіна, Крилова, Батюшкова, Кольцова.